# Minoru Shirota
El Dr. Minoru Shirota (代田稔 23 de abril de 1899 - 10 de marzo de 1982) fue el inventor del Yakult, la bebida probiótica similar al yogur que contiene la cepa Lactobacillus casei shirota. 

## Carrera
En 1930, el Dr. Minoru Shirota trabajaba en un laboratorio de microbiología en la Escuela de Medicina de la Universidad Imperial de Kioto cuando, inspirado por los escritos de Ilya Ilyich Mechnikov, se convirtió en la primera persona en el mundo en cultivar una cepa de bacterias lácticas beneficiosas para la salud humana que destruirían las bacterias dañinas. Esta bacteria fue nombrada cepa Lactobacillus casei shirota en su honor.
Posteriormente, Shirota comenzó la creación de una bebida que incorporara la cepa desarrollada. Esto llevó al desarrollo de Yakult, una bebida de leche fermentada o alimento probiótico, que se introdujo al mercado en 1935.
Motivo de muerte.- infección gastro intestinal 